# Canelles

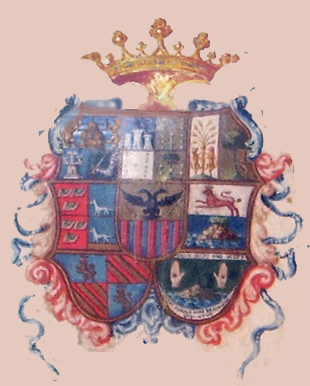
Gli otto ottavi di nobiltà del casato Canelles

I Canelles (chiamati anche Canyelles, in catalano, o Canellas) sono tra le famiglie di origine iberica che risiedono da più tempo in Sardegna con continuità (dal 1326 ai giorni d'oggi). Questa nobile famiglia di origine catalana, si è insediata a Cagliari nel XIV secolo a seguito delle armate di Alfonso d'Aragona. Nel corso della storia ha espresso diverse personalità come che hanno dato lustro alla Sardegna come Pietro Canyelles, ambasciatore di Cagliari presso la corte catalana e Nicolò Canelles, vescovo di Bosa che ha fondato a Cagliari nel 1566 la prima tipografia dell'isola. Il ramo cagliaritano discende per linea femminile diretta dal giudice Mariano III d'Arborea e Giacomo I d'Aragona attraverso la famiglia Sanjust dei conti di San Lorenzo e la famiglia Zatrillas. Oggi le ultime discendenti della famiglia continuano a risiedere a Cagliari ed a Trieste. Poiché la famiglia alla fine del XX secolo si è ramificata, esistono ancora oggi diversi discendenti in linea femminile. 

## I Canelles in Spagna e Francia
Genealogisti del XVII secolo la consideravano direttamente discendente dai conti di Tolosa, gli studi attuali non possono dimostrare con certezza questa origine; è documentata però la presenza tra il XII e XIV secolo di diversi cavalieri de Canyelles o de Canelles al servizio del re dediti sia a imprese militari sia ad amministrare, per conto del sovrano, diversi territori.
Una parte della famiglia catalana dei de Canyelles del XIII secolo, originaria di Canyelles nei pressi di Sant Andreu de Palomar di Barcellona, si è trasferita anche nel Penedès, a Girona e Maiorca nel 1229 al seguito delle armate di Giacomo I. Altri rami della famiglia si sono verosimilmente trapiantati nel secolo successivo in Sardegna sviluppando i traffici commerciali nel mediterraneo. I de Canyelles svilupparono un'importante rete imprenditoriale e risultano tra i maggiori esportatori di grano dalla Sardegna alla Spagna nel XIV secolo.

## I Canelles in Sardegna
Il ramo dei Canelles che si stabilì a Cagliari fin dal 1326, parallelamente all'attività imprenditoriale, si impegnò in ambito pubblico ricoprendo cariche politiche e di governo. Pietro IV di Aragona, nominò Pietro de Canyelles saggiatore della Zecca di Iglesias, Guglielmo I Canyelles, viene ricordato come prohombre di Cagliari con lo stemma (d'argento con tre canne) che trova similitudine con lo stemma di Giacomo Canellas di Maiorca del 1387. Guglielmo, fu inoltre signore di Simbilia e Mogor nel 1361, Guglielmo II, governatore di Cagliari nel 1397. Nel 1471, Pietro Canyelles ottenne dal re il riconoscimento nobiliare di generosità. Nel 1530, Giovanni Canyelles ricevette direttamente da Carlo V il privilegio di porre sull'emblema della famiglia la corona reale e l'aquila bicipite con spada e scettro (privilegio concesso solo ad un altro casato in Sardegna, quello dei Cervellon. Nel 1566, Nicolò Canelles, vescovo di Bosa, introdusse la stampa in Sardegna fondando la prima tipografia stabile dell'isola; è in questo periodo che il cognome venne trascritto in diverso modo: Canyelles, Cañellas, Cannellis (in latino) e Canelles. Nel 1713, Giovanni Maria Canelles divenne sindaco di Cagliari in occasione del passaggio dell'allora Regno di Sardegna agli Asburgo. 

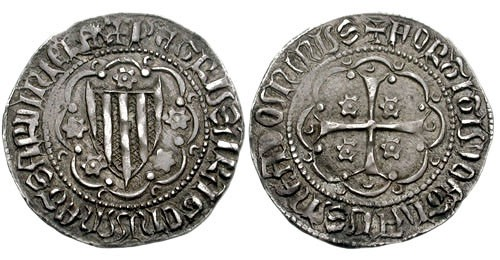
Alfonsino coniato nella zecca di Iglesias del periodo di Pietro IV

## I Canelles oggi
Nel 2007 è scomparso Cosimo Canelles, ultimo dei maschi del ramo cagliaritano. Oggi la famiglia è rappresentata dalle ultime due nipoti di Gaetano Canelles: Maria Luisa figlia di Cosimo e Marcella figlia di Efisio. Esistono tuttavia nuove diramazioni familiari per via femminile attraverso l'aggiunzione di cognome.